# Marie Payet
Pour les articles homonymes, voir Payet.
Marie Anne Payet, née le 17 août 1992 à La Réunion, est un mannequin et une chanteuse française qui a été élue Miss Réunion 2011 et deuxième dauphine de Miss France 2012, Delphine Wespiser.
Elle représente la France au concours international Miss Univers 2012, le 19 décembre 2012 à Las Vegas, compétition où elle parvient en finale et termine 6e.

## Biographie
En 2008, alors âgée de seize ans, Marie Payet est élue Elite Model Look Réunion.
Elle se présente en 2011 à l'élection de Miss Réunion, concours qu'elle remporte à la suite d'un show télévisé par Antenne Réunion le 16 juillet 2011.
Marie représente donc La Réunion à l'élection de Miss France 2012 où elle termine 2e dauphine de Delphine Wespiser.
Passionnée de chant depuis son plus jeune âge, Marie Payet rêvait de devenir chanteuse. Ce rêve se réalise à la suite d'une collaboration avec Bernard Joron, leader du groupe réunionnais Ousanousava, qui écrit pour elle une chanson intitulée Fleur Créole.
Depuis l'été 2012, elle coanime avec un présentateur de l'île de La Réunion, Stéphane (Christophe) Bégert, un jeu télévisé Tout le monde joue diffusé tous les soirs de la semaine sur Antenne Réunion.
À cause du calendrier, Delphine Wespiser ne peut pas concourir à Miss Univers, puisqu’au début du mois de décembre, la Miss France doit être auprès des futures candidates. La directrice de la société Miss France a donc décidé d'envoyer sa deuxième dauphine. L'élection a lieu à l'hôtel Planet Hollywood Resort and Casino à Las Vegas au Nevada. Chloé Mortaud en tant qu'ancienne Miss France et résident à Las Vegas a fait le déplacement pour la soutenir tandis que Sylvie Tellier commentera l’élection en direct sur Paris Première.
Bien cotée par les bookmakers, Marie Payet se classe parmi les 10 finalistes de l'élection Miss Univers 2012 où elle reçoit le trophée de 5e dauphine.
Le 12 novembre 2013, Marie Payet participe aux auditions de la 3e saison de The Voice, la plus belle voix. Diffusé le 1er février 2014, elle interprète le titre This Love de Maroon 5. Elle n'est pas retenue par les coachs.
En 2014 et en 2021, elle joue dans des séries télévisées tournés sur son île natale.

## Discographie

### Single
- 2012 : Fleur Créole[13]
- 2017: Ensoleillée

## Filmographie
- 2014-2015 : Cut ! (saison 2) : Pénélope
- 2021-2022 : O.P.J. : Chris/Emma